# Soyuz T-14
Soyuz T-14 foi a nona e última expedição à estação Salyut 7, realizada entre setembro e dezembro de 1985.

## Tripulação
Lançados
| Posição                | Cosmonautas       | Duração         | Pousou na  |
| ---------------------- | ----------------- | --------------- | ---------- |
| Comandante             | Vladimir Vasyutin | 64d 21h 52m 08s | Soyuz T-14 |
| Engenheiro de voo      | Georgi Grechko    | 8d 21h 13m 06s  | Soyuz T-13 |
| Cosmonauta-pesquisador | Aleksandr Volkov  | 64d 21h 52m 08s | Soyuz T-14 |

Aterrissaram
| Posição                | Cosmonautas       | Duração          | Lançado na |
| ---------------------- | ----------------- | ---------------- | ---------- |
| Comandante             | Viktor Savinykh   | 168d 03h 51m 09s | Soyuz T-13 |
| Engenheiro de voo      | Vladimir Vasyutin | 64d 21h 52m 08s  | Soyuz T-14 |
| Cosmonauta-pesquisador | Aleksandr Volkov  | 64d 21h 52m 08s  | Soyuz T-14 |

## Parâmetros da Missão
- Massa: 6 850 kg
- Perigeu: 196 km
- Apogeu: 223 km
- Inclinação: 51,6°
- Período: 88,7 minutos

## Destaques da missão
O cosmonauta Vasyutin retornou à Terra devido a problemas de saúde.
Demonstrada a necessidade de manter uma Soyuz na Salyut 7 como um veículo de evacuação médica. Vasyutin, o comandante da missão, passou mal, forçando o encerramento da missão de seis meses planejada.
Os objetivos principais do grupo Cheget eram receber a Kosmos 1686, um TKS modificado, e reconduzir caminhadas no espaço com aplicações para futuras estações espaciais. O primeiro objetivo foi atingido em 2 de outubro. com a Cosmos 1686 contendo 4,5 mil kg de carga, incluindo grande itens como uma viga para ser montada no exterior da Salyut 7, e o aparato Kristallizator para processamento de materiais. Entretanto, os Chegets não puderam realizar o seu segundo objetivo. Pois posteriormente Vasyutin não podia mais ajudar nos experimentos devidos a seus problemas de saúde. Em 13 de novembro os cosmonautas começaram a se comunicar com a TsUP. O retorno à Terra ocorreu pouco tempo depois. Fontes da NASA relataram que psicólogos da Agência Aeronáutica e Espacial Russa citaram a Soyuz T-14 como tendo terminado prematuramente devido a "problemas de humor e desempenho" com a tripulação. Diz-se que a doença de Vasyutin foi causada por uma infecção da próstata, que se manifestou como inflamação e febre.